# Plaque antarctique
Pour les articles homonymes, voir Antarctique (homonymie).
La plaque antarctique est une plaque tectonique de la lithosphère de la planète Terre. Sa superficie est de 1,43268 stéradians. Elle inclut l'intégralité du continent antarctique, le plateau de Kerguelen (un ancien continent aujourd'hui submergé) ainsi que de nombreux territoires insulaires. On y associe généralement la plaque des Shetland.

## Étendue
La plaque antarctique couvre :
- en ce qui concerne les masses continentales, la totalité de l'Antarctique et les mers continentales associées (mer de Ross et la partie sud-ouest de la mer de Weddell) ;
- en ce qui concerne la croûte océanique, la quasi-totalité de l'océan Austral dont l'Archipel des Kerguelen, les îles Heard-et-MacDonald, l'Archipel des Crozet, l'Archipel du Prince-Édouard, l'Île Bouvet, les îles Orcades du Sud et les îles Shetland du Sud, ainsi que le Sud-Est de l'océan Pacifique et le Sud de l'océan Indien.

## Frontières
Ses frontières avec les autres plaques sont majoritairement formées de dorsales océaniques, toutes les plaques voisines s'éloignant plus ou moins vers le nord. L'exception est le contact avec la plaque Scotia et la plaque des Sandwich pour lesquelles la limite est plutôt formée de failles transformantes avec des plaques se déplaçant vers l'ouest.
En partant du méridien de Greenwich figurant le nord et dans le sens des aiguilles d'une montre, la plaque antarctique est en contact avec :
- au nord-est, la plaque africaine et la plaque somalienne qui lui est associée par la dorsale du Sud-Ouest de l'océan Indien ;
- au sud-est, la plaque australienne par la dorsale du Sud-Est de l'océan Indien ;
- au sud-ouest, la plaque pacifique par la dorsale Pacifique-Antarctique ;
- à l'ouest, la plaque de Nazca par la dorsale du Chili ;
- au nord-ouest, très ponctuellement, avec la plaque sud-américaine, puis sur une plus grande longueur avec la plaque Scotia, une zone de subduction prolongeant le contact de la plaque de Nazca avec la plaque sud-américaine, par la fosse du Pérou-Chili ;
- La micro-plaque des Shetland, généralement rattachée à la plaque antarctique, se situe à l’extrémité de la fosse du Pérou-Chili, dont elle marque l'articulation avec le système transformant de la plaque Scotia ;
- au nord-ouest, par une faille globalement transformante, avec la plaque Scotia et la plaque des Sandwich, qui se déplacent vers l'ouest par rapport à la plaque antarctique ;
- au nord-ouest, à l’extrémité orientale de ce système transformant et très ponctuellement, avec la plaque sud-américaine dans un contact transformant-divergeant par la dorsale Amérique-Antarctique.

## Déplacement
La majorité des déplacements par rapport aux plaques voisines correspondent à des divergences. Le seul déplacement transformant correspond au déplacement par rapport à la plaque sud-américaine et aux petites plaques associées (plaque des Shetland, plaque Scotia et plaque des Sandwich).
La plaque antarctique se dirige vers l'océan Atlantique à une vitesse de 2,05 centimètres par an ou encore à une vitesse de rotation de 0,869 5° par million d'années selon un pôle eulérien situé à 64° 32' de latitude nord et 83° 98' de longitude ouest (référentiel : plaque pacifique).

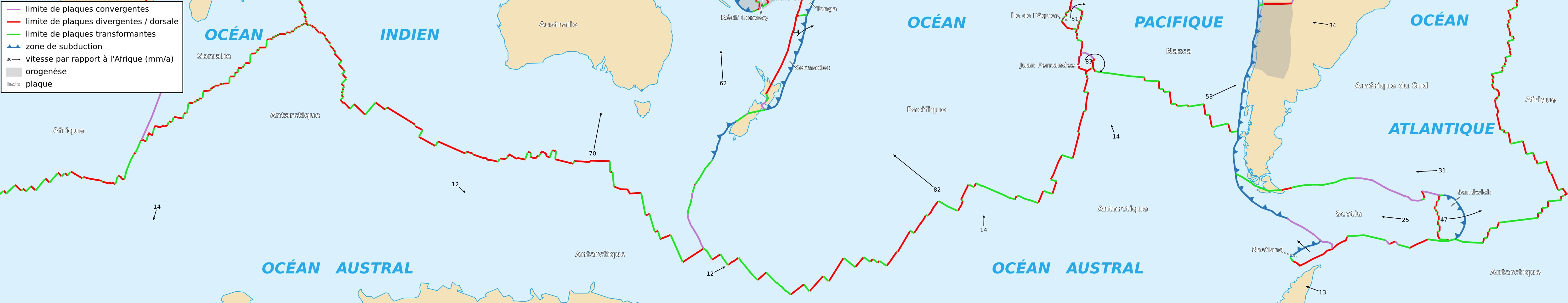
Carte de la plaque antarctique.

## Sources
- (en) Peter Bird, An updated digital model of plate boundaries, vol. 4, Geochemistry Geophysics Geosystems, 14 mars 2003 (DOI 10.1029/2001GC000252, Bibcode 2003GGG.....4.1027B, lire en ligne)
- (en) « Speed of the Continental Plates : An educational, fair use website », sur hypertextbook.com